# Soko G-2 Galeb
Soko G-2 Galeb (N-60) dvosjedni školsko-borbeni zrakoplov jugoslavenske proizvodnje razvijen tijekom 1960-ih. Bio je prvi mlažnjak iz republika bivše SFRJ koji je ušao u serijsku proizvodnju.

## Razvoj
Razvoj Galeba započinje 1957. u Vazduhoplovnom tehničkom institutu izradom dva prototipa, Galeba-1 (tri gumena spremnika goriva unutar trupa) i Galeba-2 (dva spremnika u trupu + tip tankovi). Potonji će postati osnova za daljnu serijsku proizvodnju.
Prvi probni let obavio je 3. srpnja 1961., serijska proizvodnja započela je 1963. u tvornici Soko, Mostar te je prvi primjerak u operativnu uporabu ušao 30. srpnja 1965.
Razvoj poboljšanog Galeba namijenjenog izvozu započeo je u studenom 1969. Ugrađen je snažniji motor, povećan je kapacitet goriva te je unaprijeđen kokpit. Jedini ovakav izrađen zrakoplov dobio je oznaku G-3 te je korišten za razna testiranja u "Vazduhoplovnom opitnom centru".

## Opis
G-2 imao je ravna krila sa spremnicima goriva na vrhovima, što je bilo dosta popularno rješenje u pedesetim i šezdesetima godinama 20. stoljeća. Imao je sjedala za katapultiranje i nekoliko podvjesnih točaka za lake bombe i rakete. Zrakoplov je bio vrlo jednostavan za letenje te je bio lagan za održavanje.
Postigao je nekoliko prodajnih uspjeha, prvenstveno u Libiji (manje u Zambiji), no najvažniji kupac je bilo Jugoslavensko ratno zrakoplovstvo.
Najveća visina leta je bila 9 kilometara jer kabina nije bila pod tlakom, što bi povećalo cijenu za 15%. Jedan od ciljeva koje je Galeb trebao ispuniti je bilo i lako borbeno djelovanje s travnatih uzletišta. Proizvodnja G-2 Galeba završava 1985.

## Korisnici

### Aktivni
- Libija
- Srbija - jedan zrakoplov koristi VTI za različita testiranja. Osim njih, pet Galebova koristi i privatna akro grupa Stars.

### Civilni
- YU-YAE Aero klub Galeb Beograd
- YU-YAB privatni Čakovec Hrvatska (prodan iz AK Galeb)
- YU-YAK akro gupa STARS
- YU-YAG akro grupa STARS
- YU-YAD akro grupa STARS
- YU-YAF akro grupa STARS
- YU-YAI akro grupa STARS
- PK-XGS Indonesian Aerospace
- VH-YUE Privatni Australia
- N102PP Ljubljana Slovenia Aquila air adventures
- N196SG privatni USA - Minnesota
- N109PP privatni USA - Washington
- N90SR imao neseću 2018 god. prilikom slijetanja u Elko Regional Airport (KEKO), Elko, NV USA

### Bivši
- Zambija
- SR Jugoslavija / SiCG - Povučeni sredinom 90-ih u sklopu sporazuma o razoružanju.
- Jugoslavija - Nasljedila Srbija i Crna Gora
- Hrvatska - Zarobljeni nakon Oluje. 2 su povučena zbog nedostatka dijelova a jednog koji nije u letnom stanju posjeduje privatnik iz Zagreba.

## Tehničke karakteristike
Izvori podataka: 
Osnovne karakteristike
- dužina: 10,34 m
- raspon krila: 11,62 m
- površina krila: 19,43 m2

Letne karakteristike
- najveća brzina: 812 km/h (na 6000 m)
- dolet: 1016 km
- brzina penjanja: 16,8 m/s
- najveća visina leta: 12.000 m
- motor: 1 x Rolls Royce Viper Mk 22-6 od 11,1 kN

Naoružanje
- naoružanje:
- 2 x 12,7 mm Colt-Browning AN-M-3
- 2 x 80 NRZ
- 2 x HVAR-5 ili VRZ-57
- bombe: 2 x 100 kg ili 2 x 50kg